# 小柱芥属
小柱芥属（学名：Microstigma）是十字花科下的一个属，为一年生草本植物。该属共有4种，分布于中亚。

## 下属物种
本属包括以下物种：
- 短果小柱芥 Microstigma brachycarpum Botsch.
- Microstigma deflexum (Bunge) Juz. ex Czerniak.
- Microstigma sajanense Kuvajev & Sonnikova